# Heteromesus similis
Heteromesus similis là một loài chân đều trong họ Ischnomesidae. Loài này được Richardson miêu tả khoa học năm 1911.